# Erzbistum Mobile
Das Erzbistum Mobile (lat.: Archidioecesis Mobiliensis) ist eine in den Vereinigten Staaten gelegene römisch-katholische Erzdiözese mit Sitz in Mobile, Alabama. 

## Geschichte
Das Erzbistum Mobile wurde am 29. August 1825 durch Papst Leo XII. aus Gebietsabtretungen des Bistums Louisiana und die zwei Floridas als Apostolisches Vikariat Alabama und Florida errichtet. 
Das Apostolische Vikariat Alabama und Florida wurde am 15. Mai 1829 durch Papst Pius VIII. mit der Apostolischen Konstitution Inter multiplices zum Bistum erhoben und in Bistum Mobile umbenannt. Es wurde dem Erzbistum Baltimore als Suffraganbistum unterstellt. Das Bistum Mobile gab am 3. Juli 1850 Teile seines Territoriums zur Gründung des Bistums Savannah ab. Am 19. Juli 1850 wurde das Bistum Mobile dem Erzbistum New Orleans als Suffraganbistum unterstellt. Das Bistum Mobile wurde am 30. April 1954 in Bistum Mobile-Birmingham umbenannt. Am 28. Juni 1969 wurde das Bistum Mobile-Birmingham in die Bistümer Birmingham und Mobile geteilt. Das Bistum Mobile gab am 1. Oktober 1975 Teile seines Territoriums zur Gründung des Bistums Pensacola-Tallahassee ab.
Am 29. Juli 1980 wurde das Bistum Mobile durch Papst Johannes Paul II. mit der Apostolischen Konstitution Sacrorum Antistites zum Erzbistum erhoben.

## Territorium
Das Erzbistum Mobile umfasst die im Bundesstaat Alabama gelegenen Gebiete Autauga County, Baldwin County, Barbour County, Bullock County, Butler County, Choctaw County, Clarke County, Coffee County, Conecuh County, Covington County, Crenshaw County, Dale County, Dallas County, Elmore County, Escambia County, Geneva County, Henry County, Houston County, Lee County, Lowndes County, Macon County, Mobile County, Monroe County, Montgomery County, Pike County, Russell County, Washington County und Wilcox County.

## Ordinarien

### Apostolischer Vikar von Alabama und Florida
- Michael Portier, 1825–1829

### Bischöfe von Mobile
- Michael Portier, 1829–1859
- John Quinlan, 1859–1883
- Dominic Manucy, 1884–1884
- Jeremiah O’Sullivan, 1885–1896
- Edward Patrick Allen, 1897–1926
- Thomas Joseph Toolen, 1927–1954

### Bischof von Mobile-Birmingham
- Thomas Joseph Toolen, 1954–1969

### Bischöfe von Mobile
- Thomas Joseph Toolen, 1969
- John Lawrence May, 1969–1980, dann Erzbischof von Saint Louis

### Erzbischöfe von Mobile
- Oscar Hugh Lipscomb, 1980–2008
- Thomas John Rodi, 2008–2025
- Mark Rivituso, seit 2025